# Eberhard Friedrich Taube von Odenkat
Eberhard Friedrich Taube von Odenkat (auch  Evert Fredrik von Taube-Odenkat; * 1648 in Stockholm; † 9. Oktober 1703 in Karlskrona) war Freiherr von Odenkat und Admiral der schwedischen Marine. Er stammte aus der deutsch-baltisch-schwedischen Adelsfamilie von Taube  auf Odenkat.

## Werdegang
Sein militärischer Werdegang begann in der Koninklijke Marine. Danach diente er ab 1672 als Unterleutnant in der schwedischen Admiralität und wurde 1672 zum Oberleutnant befördert. Am 7. November 1674 erlangte er den Dienstgrad eines Kapitäns und 1676 den eines Kommandanten. Mit der Beförderung zum Major nahm er an mehreren Expeditionen nach Gotland teil. Am 13. Juni 1678 wurde er zum Admiralleutnant befördert und diente weiterhin in der Marine. 1691 wurde er zum Vizeadmiral befördert. 1692 wurde er mit königlichem Erlass von Karl XI. (1655–1697) in den schwedischen Freiherrenstand erhoben. Seine letzte Beförderung erfolgte am 23. März 1700 zum Admiral. 
Er kommandierte  1676 das Segelkriegsschiff Mars, 1677 das Admiralsschiff Draken, 1689 die Ulrica, 1690 das Linienschiff und 1700 das Linienschiff Drottning Ulrica Eleonora.

## Familie
Seine Eltern waren der Landrat Eberhard Taube von Odenkat (um 1622–1692) und Elisabeth Wrangel zu Sauss (* 1629). Eberhard Fredrik war mit Beate Elisabet Wrangel von Adinal, einer Tochter von Dietrich Wrangell verheiratet, sie hatten sechs Söhne und neun Töchter. Sein Sohn Eberhard Diedrich Taube von Odenkat (1681–1751) wurde in den schwedischen Grafenstand erhoben und war ebenfalls ein Admiral.